# Castaneda, Schweiz
Castaneda är en ort och kommun i den italienskspråkiga regionen Moesa i kantonen Graubünden, Schweiz. Kommunen har 262 invånare (2023). Den ligger i nedre delen av dalen Val Calanca. 